# きょしちょう座矮小銀河
きょしちょう座矮小銀河（きょしちょうざわいしょうぎんが）は、きょしちょう座の方角にある矮小銀河である。1990年にストロムロ山天文台のR.J. Lavreyによって発見された。年老いた恒星から成り、他の銀河から孤立している。局所銀河群の中では天の川銀河と反対の位置にあるため研究対象にされることがある。

## 性質
きょしちょう座矮小銀河は銀河の形態分類ではdE5に分類される。これは矮小楕円体銀河であるということである。この矮小銀河には年老いた恒星しかないため、星形成をした時代が一時期しかなかったと考えられている。
また、きょしちょう座矮小銀河は中性水素をほとんど含んでいない。また、金属量も-1.8であり小さい。

## 位置
きょしちょう座矮小銀河は280万光年(870kpc)先にある。また、局所銀河群では天の川銀河と逆方向にあるため、矮小銀河の進化の成り立ちを突き止めるのはもちろん、運動学、局所銀河群の歴史にも応用される。局所銀河群中心から360万光年(110万pc)離れており、いて座矮小不規則銀河について2番目に離れている。また、アンドロメダ銀河からも遠い銀河の1つである。そのため、孤立して進化を遂げたと言われる。